# Romary Rifka
María Romary Rifka González (Poza Rica, Veracruz, 25 de diciembre de 1970) es una atleta mexicana. El 25 de julio del 2007 se convirtió en la primera mexicana ganadora de la medalla de oro en la prueba de salto de altura femenil, con un salto de un 1.95 metros en los XV Juegos Panamericanos de 2007, celebrados en Río de Janeiro, Brasil. Obtuvo la medalla de bronce en los XVI Juegos Panamericanos de Guadalajara, Jalisco, México, el 26 de octubre del 2011, con un salto de 1.89 metros. Su mejor marca personal es de 1.97 metros, lograda en abril del 2004 en Xalapa, Veracruz, que constituye el actual récord mexicano de la disciplina. Romary está casada con el exatleta de pista y campo Alejandro Cárdenas.